# Liesel Jakobi
Liesel Jacobi (28. února 1939) je bývalá západoněmecká atletka, mistryně Evropy ve skoku dalekém z roku 1958.

## Sportovní kariéra
Věnovala se více atletickým disciplínám - sprintům a skoku dalekém. Zazářila hned v 19 letech při startu na evropském šampionátu ve Stockholmu v roce 1958, kde zvítězila v soutěži dálkařek výkonem 614 cm. Sportovní kariéru ukončila krátce po svatbě v roce 1963.